# Luciana Aymar
Luciana Paula Aymar (Rosario, 10 augustus 1977) is een Argentijns voormalig hockeyster. Ze nam viermaal deel aan de Olympische Zomerspelen en won hierbij twee bronzen en twee zilveren medailles.
Aymar wordt door veel kenners in de (internationale) hockeywereld gezien als de beste vrouwelijke speelster aller tijden. Ze is achtmaal verkozen tot World Hockey Player of the Year. In eigen land wordt zij vanwege haar dribbelkwaliteiten tevens veel vergeleken met oud-voetballer Diego Maradona. Dit leverde haar bijnamen op als "La Maga" (De Magische) en "La Maradona del hockey".
Aymar kwam tussen 1998 en 2014 uit voor de Argentijnse hockeyploeg. Op de Olympische Spelen in 2000 won ze met Argentinië de zilveren medaille na de finale verloren te hebben van Australië. Vier jaar later, op de Olympische Spelen in Athene behaalde ze met het Argentijnse team de bronzen medaille. Na verlies tegen Nederland in de halve finale won Argentinië de wedstrijd om het brons van China. Op de Olympische Spelen in 2008 was er een vergelijkbaar scenario: opnieuw werd er in de halve finale verloren van Nederland. In de strijd om het brons won Argentinië ditmaal van Duitsland. In 2012, op de Olympische Spelen in Londen was opnieuw Nederland te sterk in de strijd om de olympische titel. Ditmaal slaagde Argentinië er wel in om de finale te bereiken, maar die werd met 2-0 verloren van Nederland.
Ze won twee wereldtitels met de Argentijnse nationale ploeg, in 2002 in Perth en in 2010 in haar thuisstad Rosario. Daarnaast won ze zes keer de Champions Trophy, in 2001, 2008, 2009, 2010, 2012 en 2014. Na de Champions Trophy 2014, waar ze nog werd uitgeroepen tot beste speelster, beëindigde Aymar haar carrière.

## Erelijst
- 1999 –  Pan-Amerikaanse Spelen in Winnipeg (Can)
- 2000 –  Olympische Spelen in Sydney (Aus)
- 2001 –  Pan-Amerikaanse beker in Kingston (Jam)
- 2001 –  Champions Trophy in Amstelveen (Ned)
- 2002 –  WK hockey in Perth (Aus)
- 2002 –  Champions Trophy in Macau (Chn)
- 2003 –  Pan-Amerikaanse Spelen in Santo Domingo (Dom)
- 2004 –  Pan-Amerikaanse beker in Bridgetown (Bar)
- 2004 –  Olympische Spelen in Athene (Gri)
- 2004 –  Champions Trophy in Rosarío (Arg)
- 2006 –  WK hockey in Madrid (Spa)
- 2007 –  Champions Trophy in Quilmes (Arg)
- 2007 –  Pan-Amerikaanse Spelen in Rio de Janeiro (Bra)
- 2008 –  Champions Trophy in Mönchengladbach (Dui)
- 2008 –  Olympische Spelen in Peking (Chn)
- 2009 –  Champions Trophy in Sydney (Aus)
- 2010 –  Champions Trophy in Nottingham (Eng)
- 2010 –  WK hockey in Rosario (Arg)
- 2011 –  Champions Trophy in Amstelveen (Ned)
- 2011 –  Pan-Amerikaanse Spelen in Guadalajara (Mex)
- 2012 –  Champions Trophy in Rosarío (Arg)
- 2012 –  Olympische Spelen in Londen (Eng)
- 2014 –  WK hockey in Den Haag (Ned)
- 2014 –  Champions Trophy in Mendoza (Arg)